# Hugo Rey
Hugo Vicente Rey Martínez (Curicó, 6 de diciembre de 1973) es un profesor y político chileno del partido Renovación Nacional (RN). Desde marzo de 2018 ejerce como diputado el distrito N.º 17.
Anteriormente se desempeñó como Consejero regional durante la segunda presidencia de Michelle Bachelet. Además fue alcalde de la comuna de Curicó (2008-2012) y concejal de la misma (2000-2008).

## Biografía
Nació en Curicó el 6 de diciembre de 1973. Hijo de Hugo Rey Acosta y Guillermina Martínez Silva. Está casado y tiene tres hijas. 
Realizó su enseñanza media en el Liceo Luis Cruz Martínez de Curicó donde egresó en 1991. Profesor de Educación General Básica de la Universidad de Playa Ancha de Ciencias de la Educación. Posee estudios de Arquitectura.
Ejerció como docente entre 1999 y 2008.

### Carrera política
Militó en el partido Unión Demócrata Independiente (UDI).
En las elecciones municipales de 2000 resultó elegido Concejal de la Municipalidad de Curicó. Fue reelecto para un segundo período en las elecciones municipales de 2004.
En las elecciones municipales de 2008 resultó elegido Alcalde de Curicó en representación de la UDI. Se postuló a la reelección en las elecciones municipales de 2012, siendo derrotado.
En diciembre de 2012, fue nombrado Director Provincial de Educación de la Provincia de Talca, cargo que ejerció entre enero de 2013 e inicios de 2014.
En las elecciones de consejeros regionales de 2013 resultó elegido Consejero Regional de la Provincia de Curicó, ejerciendo hasta 2016.
En las elecciones parlamentarias de 2017, fue elegido diputado por el 17° Distrito, comunas Constitución, Curepto, Curicó, Empedrado, Hualañé, Licantén, Maule, Molina, Pelarco, Pencahue, Rauco, Río Claro, Romeral, Sagrada Familia, San Clemente, San Rafael, Talca, Teno, Vichuquén, VII Región del Maule, en representación de Renovación Nacional, para el periodo 2018-2022. Obtuvo 20.440 votos equivalentes a un 8,37% del total de sufragios válidamente emitidos.
Integra las comisiones permanentes de Educación; y de Cultura, Artes y Comunicaciones. Así mismo, forma parte de la Comisión Especial Investigadora sobre Actos del Gobierno vinculados a la implementación de la ley N.° 20.027, que crea el Crédito con Aval del Estado y, en general, de la legislación relativa al sistema de créditos para el financiamiento de la educación superior; y la Comisión Especial Investigadora de los actos de la administración del Estado en relación con la operación de mutuales vinculadas a las Fuerzas Armadas y de Orden y Seguridad Pública, así como eventuales irregularidades u omisiones en su fiscalización.

## Historial electoral

### Elecciones municipales de 2000
- Elecciones municipales de 2000, para la comuna de Curicó[1]

### Elecciones parlamentarias de 2017
- Elecciones parlamentarias de 2017, a Diputado por el distrito 17 (Constitución, Curepto, Curicó, Empedrado, Hualañé, Licantén, Maule, Molina, Pelarco, Pencahue, Rauco, Río Claro, Romeral, Sagrada Familia, San Clemente, San Rafael, Talca, Teno y Vichuquén)[2]

### Elecciones parlamentarias de 2021
- Elecciones parlamentarias de 2021, a Diputado por el distrito 17 (Constitución, Curepto, Curicó, Empedrado, Hualañé, Licantén, Maule, Molina, Pelarco, Pencahue, Rauco, Río Claro, Romeral, Sagrada Familia, San Clemente, San Rafael, Talca, Teno y Vichuquén)[3]